# Hokuto (Yamanashi)
Hokuto (北杜市, Hokuto-shi) és una ciutat de la prefectura de Yamanashi, al Japó.
El novembre de 2015, la ciutat tenia una població estimada de 45.362 habitants i una densitat de població de 75 persones per km². L'àrea total era de 602.48 km².

## Geografia
Hokuto està situada a l'extrem nord-oest de la prefectura de Yamanashi. La major part de l'àrea de la ciutat són terres altres i forestals.

### Municipalitats veïnes
- Prefectura de Yamanashi
  - Kōfu
  - Nirasaki
  - Minami-Alps
  - Kai
- Prefectura de Nagano
  - Chino
  - Ina
  - Districte de Suwa: Fujimi
  - Districte de Minamisaku: Kawakami, Minamimaki

## Història
Durant el període Edo, l'actual àrea de Hokuto formava part d'un tenryō controlat directament pel shogunat Tokugawa. Durant la restauració Meiji de l'1 d'abril de 1889, el districte rural de Kitakoma fou establert.
La ciutat actual de Hokuto es va fundar l'1 de novembre de 2004 com a resultat de la fusió dels pobles de Hakushū, Nagasaka, Sutama i Takane, i les viles d'Akeno, Mukawa i Ōizumi (totes les municipalitats eren part del districte de Kitakoma). El 15 de març de 2006, Hokuto va absorbir el poble de Kobuchisawa (també del districte de Kitakoma), i el districte es va dissoldre com a conseqüència.

## Economia
L'economia de Hokuto està dominada per l'agricultura, amb el turisme estacional i la manufacturació d'articles de precisió i de menjar com a indústries secundàries.

## Educació
- Hokuto té vuit escoles de primària, dos instituts de secundària baixa i dos instituts de batxillerat.

## Agermanament
- – Fukuroi, Shizuoka, Japó, des del 9 de març de 1987 (entre l'antiga Asaba i l'antiga Akeno)
- – Joetsu, Niigata, Japó, des del 17 de gener de 1991 (entre l'antic poble des Misaka i els antics pobles de Kazikazi i Sutuma)
- – Hamura, Tòquio (Japó), des de l'1 d'octubre de 1996 (amb l'antic poble de Takane)
- – Nishitokyo, Tòquio (Japó), des del 4 de febrer de 1999 (entre l'antic poble de Tanashi i l'antic poble de Sutama)
- – Comtat de Madison, Kentucky, EUA[1] – since May 12, 1990 with former municipalities of Takane, Nagasaka, Ōizumi, and Kobuchisawa)
- – LeMars, Iowa, EUA, des del 3 de juliol de 1993 (amb l'antic poble de Sutama)
- – Pocheon, Gyeonggi-do, Corea del Sud, des del 21 de març de 2003 (amb l'antic poble de Takane)[2]
- – Manciano, Toscana, Itàlia (amb l'antic poble de Kobuchisawa)
- – Crowsnest Pass, Alberta (no ratificat)